# Aninișu din Vale
Aninișu din Vale – wieś w Rumunii, w okręgu Gorj, w gminie Crasna. W 2011 roku liczyła 501 mieszkańców.